# Оссовская, Мария Петровна
Мария Петровна Оссовская (род. 26 апреля 1960) — актриса, профессор кафедры сценической речи Театрального института имени Бориса Щукина, кандидат филологических наук, заслуженный работник культуры РФ, заслуженный деятель культуры Республики Южная Осетия (2013), заслуженный деятель искусств Кабардино-Балкарской Республики, вице-президент Российской общественной академии голоса.

## Биография
В 1982 году окончила ВТУ им.Б.В. Щукина по специальности актриса театра, кино и эстрады (худ.чтение). Художественный руководитель — Ставская Л.В.
С 1982 по 1995 годы — актриса в  театрах России.
В 1997 году окончила ассистентуру-стажировку ВТУ им.Б.В. Щукина на кафедре «Сценическая речь».
С 1996 года работала в институте им. Б. Щукина преподавателем по сценической речи. С того же года ведёт курс «Техника речи» на кафедре «Основа риторики и дикторского мастерства» в Институте повышения квалификации работников ТВ и РВ.
В 2003 году защитила кандидатскую диссертацию по теме «Проблемы орфоэпии в современной речи на телевидении и радио». В том же году её ученик — В.Манучаров стал лауреатом конкурса им. Я.М. Смоленского.
С 2004 года — доцент на кафедре сценической речи в институте им. Б. Щукина.
С  2004 г. по 2016г. Оссовская М.П. являлась деканом актёрского факультета, а с 2008 г по 2016 г -  проректором по учебной работе Театрального института имени Бориса Щукина.
С 2005 по 2008 г. года работала на телеканале РЕН-ТВ педагогом по технике речи.
В 2007 году избрана членом – корреспондентом Академии Акмеологических наук и в том же году защитила докторскую диссертацию в Международном Университете фундаментального обучения (Оксфордская образовательная сеть), став доктором лингвоакмеологии.
В 2007 году при активном участии Оссовской М.П. была создана Российская общественная академия голоса, вице-президентом которой она является.
С 2009 года по 2014 г. Оссовская М.П.вела курс техники речи в Международном центре им. Ломоносова (Женева, Швейцария).
В 2011-2012 г. была приглашена для чтения курса по технике речи в МГУ им.Ломоносова на факультет «Высшая школа телевидения».
В настоящее время Оссовская М.П. является профессором кафедры сценической речи Театрального института имени Бориса Щукина
Педагогическая деятельность Оссовской М.П. сочетается с серьёзными научно-методическими исследованиями, она  является автором учебно-методических пособий «Практическая орфоэпия», «Уроки орфоэпии», «Как исправить говор», учебных программ и научных статей. 
В 2008 году - Орден «Профессионал России»;
в 2009 году – Почетная грамота Министерства культуры России;
в 2010 году – Почётное звание «Заслуженный работник культуры Российской Федерации»;
в 2013 году – Почётное звание «Заслуженный деятель культуры Республики Южная Осетия».
в 2014 году – нагрудный знак Министерства культуры РФ «За вклад в Российскую культуру»
в 2015 - Почётное звание "Заслуженный деятель искусств Кабардино-Балкарской Республики"

### Семья
- Отец — Пётр Павлович Оссовский (1925—2015), советский, российский художник-живописец. Народный художник СССР (1989). Лауреат Государственной премии СССР (1985).
- Брат — Сергей Петрович Оссовский (род. 1958), живописец, педагог, старший преподаватель Института им. В. И. Сурикова. Действительный член PAX (2007).

## Публикации
- Орфоэпия. Теория и практика.(Учебное пособие). М., ИПК работников телевидения и радиовещания, 1998,переиздание М..,2001.
- Русские диалекты (наречия и говоры).(Учебное пособие). М., ИПК работников телевидения и радиовещания, 2000.
- Звучание слова в эфире (в сборнике «Нарушение норм русского литературного языка в программах центральных телевизионных и радиоканалов»). М., ИПК работников телевидения и радиовещания, 2000
- Московский говор (серия «Историческое и культурное наследие Москвы») М., Изд-во Театральный институт им. Бориса Щукина, 2003.
- Учебная программа для студентов актёрского факультета по сценической речи Театрального института им. Б.Щукина (в соавторстве с А.М. Бруссер). М., Изд-во Театральный институт им.Бориса Щукина, 2004.
- Орфоэпические нормы современного русского языка. Устранение диалектных произносительных ошибок (в учебнике «Мастерство эфирного выступления») М., Изд-во АСПЕКТ_ПРЕСС, 2004.
- 104 упражнения по дикции и орфоэпии для самостоятельной работы (в соавторстве  с А.М. Бруссер). Гриф УМО, М., Изд-во РЕГЛАНТ, 2004.
- Речь театра и речь телерадиоэфира, нормы произношения (в сборнике «М,В,Ломоносов и развитие русской риторики» к 250-летию Московского университета). М., Изд-во МГУ, 2004.